# BolAr Producciones
BolAr Producciones es una empresa audiovisual ganadora de varios premios en los distintos aspectos del rubro.

## Producciones
- El ascensor (película)
- El ritual (cortometraje)
- Voces sin eco (cortometraje)
- El sonido del silencio (cortometraje)
- Quieren que la vida nos olvide (cortometraje)
- De tu lado (cortometraje animado)
- Dos multitudes (teleserie/sitcom)